# Stary Śleszów
Stary Śleszów (niem. Alt Schlesing)  – wieś w Polsce położona w województwie dolnośląskim, w powiecie wrocławskim, w gminie Żórawina.
We wsi znajduje się kościół pod wezwaniem świętego Jana Pawła II.
W latach 1975–1998 miejscowość administracyjnie należała do województwa wrocławskiego.